# Liste der Biografien/Kley
Liste der Biografien |
Portal Biografien |
Personensuche
# |
A |
B |
C |
D |
E |
F |
G |
H |
I |
J |
K |
L |
M |
N |
O |
P |
Q |
R |
S |
T |
U |
V |
W |
X |
Y |
Z |
?
 
Ka |
Kb |
Kc |
Kd |
Ke |
Kf |
Kg |
Kh |
Ki |
Kj |
Kl |
Km |
Kn |
Ko |
Kp |
Kr |
Ks |
Kt |
Ku |
Kv |
Kw |
Ky |
Kx |
Kz
 
Kla |
Kld |
Kle |
Kli |
Klj |
Klo |
Klu |
Kly
 
Klea |
Kleb |
Klec |
Kled |
Klee |
Klef |
Kleg |
Kleh |
Klei |
Klej |
Klek |
Klem |
Klen |
Kleo |
Klep |
Kler |
Kles |
Klet |
Kleu |
Klev |
Klew |
Kley |
Klez
Die Liste der Biografien führt alle Personen auf, die in der deutschsprachigen Wikipedia einen Artikel haben. Dieses ist eine Teilliste mit 32 Einträgen von Personen, deren Namen mit den Buchstaben „Kley“ beginnt.

## Kley
- Kley, Andreas (* 1959), Schweizer Rechtswissenschaftler
- Kley, Birgit (* 1956), deutsche Chanson-Sängerin und Texterin
- Kley, Chaney (1972–2007), US-amerikanischer Schauspieler
- Kley, Dieter (* 1950), deutscher Jurist, Richter am Bundesverwaltungsgericht a. D.
- Kley, Eduard (1789–1867), deutscher Rabbiner, Mitbegründer des Reformjudentums
- Kley, Gerry (1960–2021), deutscher Politiker (FDP), MdV, MdL, MdB
- Kley, Gisbert (1904–2001), deutscher Jurist, Manager und Politiker (CSU), MdB
- Kley, Heinrich (1863–1945), deutscher Zeichner, Karikaturist und Maler
- Kley, Karl-Ludwig (* 1951), deutscher ManagerKarl-Ludwig Kley (* 1951)

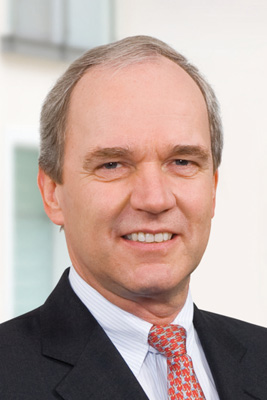
Karl-Ludwig Kley (* 1951)

- Kley, Louis (1833–1911), französischer Bildhauer
- Kley, Max (1867–1940), deutscher Verwaltungsbeamter und Richter
- Kley, Max Dietrich (* 1940), deutscher Manager, Vorstand der BASF AG
- Kley, Paul (1904–1985), deutscher Musiker und Bandleader
- Kley, Roland (* 1952), Schweizer Politikwissenschaftler
- Kley, Stefanie, deutsche Soziologin

### Kleyb
- Kleyboldt, Norbert (* 1943), deutscher Geistlicher, ständiger Vertreter des Diözesanadministrators im Bistum Münster

### Kleyc
- Kleych, Johann (1723–1801), deutscher Geistlicher, Evangelischer Pfarrer von Neusalza

### Kleyd
- Kleydorff, Eberhard von (1900–1987), deutscher Maler und Gebrauchsgrafiker
- Kleydorff, Wilhelm von (1871–1914), deutscher Adliger

### Kleye
- Kleye, Karl (1854–1923), deutscher Landwirt und Politiker (NLP), MdR
- Kleyenstüber, Robert (1813–1884), deutscher Kaufmann und Reeder
- Kleyer, Heinrich (1853–1932), deutscher Maschinenbau-Ingenieur und UnternehmerHeinrich Kleyer (1853–1932)

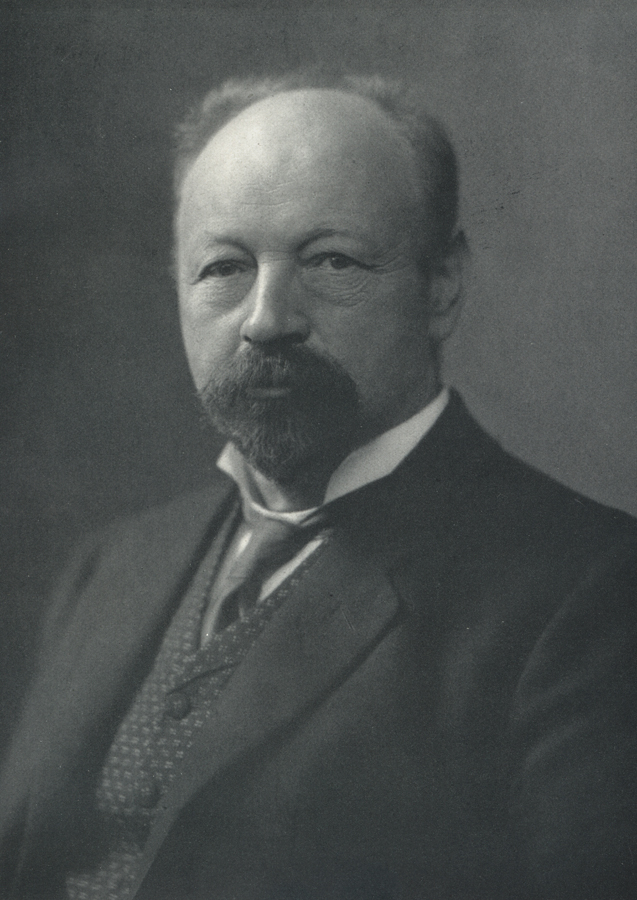
Heinrich Kleyer (1853–1932)

- Kleyer, Hermann (1911–1995), deutscher Jurist, Hochschullehrer und Amtsleiter
- Kleyer, Michael, deutscher Agrarbiologe
- Kleyer, Stefan (* 1971), deutscher Fußballspieler

### Kleyf
- Kleyff, Jacek (* 1947), polnischer Singer-Songwriter, Kabarettist, Schauspieler und Maler

### Kleyl
- Kleyle, Karl von (1812–1859), österreichischer Landwirtschaftsfachmann und Politiker

### Kleyn
- Kleyn, Adrian de (1883–1949), niederländischer Physiologe und Hochschullehrer
- Kleyna, Jan T., Astronom
- Kleynen, Steven (* 1977), belgischer Radrennfahrer
- Kleynmans, Jakob (1856–1933), deutscher Kaufmann, Bergbau-Manager und Wirtschaftspolitiker (Zentrum)

### Kleys
- Kleyser, Karl (1909–1996), deutscher Offizier